# Рамелли, Агостино

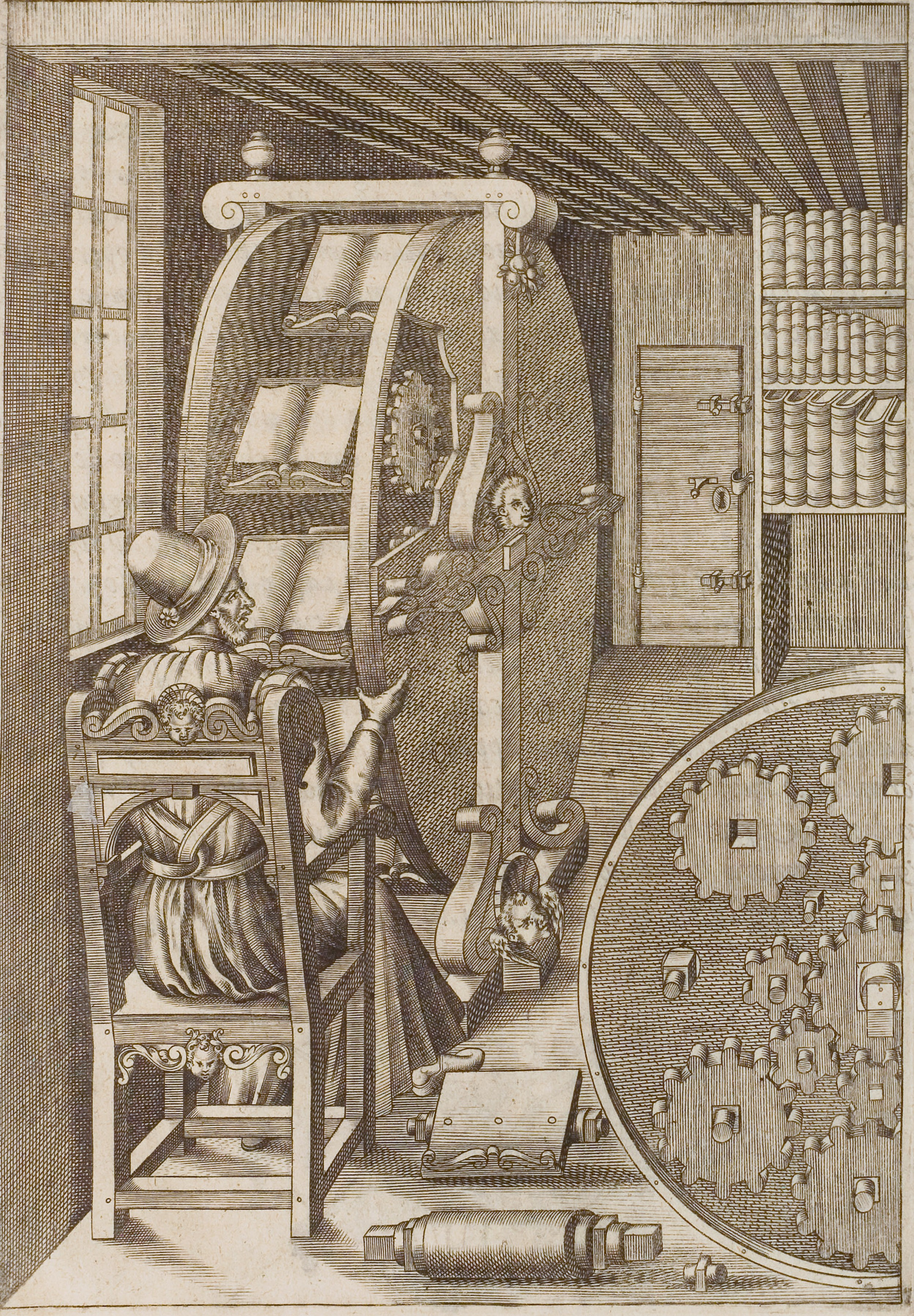
Книжное колесо Рамелли. 1588 г.

Агостино Рамелли (1531 — около 1610) — итальянский военный инженер и механик, «инженер христианнейшего короля Франции и Польши» Генриха III, изобретатель книжного колеса Рамелли, вращающегося читального стола XVI века, которое он описал в книге «Le various et artificiose machine»(ныне считается предтечей гипертекста).

## Биография

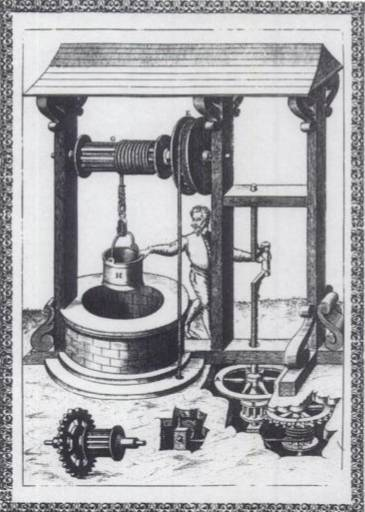
Одна из иллюстраций книги Рамелли

Под руководством Джакомо ди Мариньяно, который по предположениям был учеником Леонардо да Винчи, Рамелли изучил математику, механику и инженерное дело. Служил в чине капитана под командованием герцога Джан Джакомо Медичи. Позже перешёл на французскую службу. Во время осады Ла-Рошели (1572—1573) успешно осуществил подкоп под бастионом и нарушил фортификационные оборонительные сооружения противника, что сделало его популярным у командующего герцога Анжуйского, будущего короля Франции Генриха III.
Работал в области фортификации и практической механики.
В 1588 году А. Рамелли опубликовал в Париже двуязычную (на итальянском и французском языках) книгу «Treasury of the ingenious machines of the noble and famous Captain Agostino Ramelli» («Различные и искусные машины»), содержащую 195 подробных таблиц с сопроводительными комментариями и иллюстрациями, в которой описал различные машины, сложные по своему строению, интересные с точки зрения кинематики, более 100 из которых являются водоподъемными машинами, в том числе книжные колеса и водяные насосы типа коленчатого вала, которые считаются предшественниками роторно-поршневого двигателя Ванкеля.
По мнению немецкого историка машиностроения Т. Бека, А. Рамелли собрал в своей книге машины, изобретенные Леонардо да Винчи и его школой.